# 不丹垂头菊
不丹垂头菊（学名：Cremanthodium bhutanicum）为菊科垂头菊属的植物。分布在不丹、印度以及中国大陆的西藏等地，生长于海拔4,300米的地区，多生在山坡草甸，目前尚未由人工引种栽培。